# 第2次桂内閣
第2次桂内閣（だいにじ かつらないかく）は、陸軍大将、軍事参議官、貴族院議員の桂太郎が第13代内閣総理大臣に任命され、1908年（明治41年）7月14日から1911年（明治44年）8月30日まで続いた日本の内閣。

## 内閣の顔ぶれ・人事
国務大臣
1908年（明治41年）7月14日任命。在職日数1,143日（第1次、2次通算2,824日）。
| 職名 | 代 | 氏名         | 氏名 | 出身等                        | 特命事項等                | 備考              |
| --- | -- | ------------ | ---- | ----------------------------- | ------------------------- | ----------------- |
| 内閣総理大臣 | 13 | 桂太郎       |      | 陸軍大将 侯爵                 | 大蔵大臣兼任              |                   |
| 外務大臣 | 22 | 寺内正毅     |      | 陸軍大将 子爵                 | 臨時兼任 （陸軍大臣兼任） | 1908年8月27日免兼 |
| 外務大臣 | 23 | 小村壽太郎   |      | 外務省 伯爵                   |                           | 1908年8月27日任   |
| 内務大臣 | 22 | 平田東助     |      | 貴族院 無所属 （茶話会） 子爵 |                           |                   |
| 大蔵大臣 | 13 | 桂太郎       |      | 陸軍大将 侯爵                 | 内閣総理大臣兼任          |                   |
| 陸軍大臣 | 7  | 寺内正毅     |      | 陸軍大将 （子爵→） 伯爵       | 外務大臣臨時兼任          | 留任              |
| 海軍大臣 | 6  | 斎藤実       |      | 海軍中将 （海兵6期） 男爵     |                           | 留任              |
| 司法大臣 | 15 | 岡部長職     |      | 貴族院 無所属 （研究会） 子爵 |                           | 初入閣            |
| 文部大臣 | 21 | 小松原英太郎 |      | 貴族院 無所属 （茶話会）      |                           | 初入閣            |
| 農商務大臣 | 21 | 大浦兼武     |      | 貴族院 無所属 （茶話会） 子爵 |                           |                   |
| 逓信大臣 | 18 | 後藤新平     |      | 内務省 男爵                   | 鉄道院総裁                | 初入閣            |
| 1. 辞令のある留任は個別の代として記載し、辞令のない留任は記載しない。 2. 臨時代理は、大臣空位の場合のみ記載し、海外出張時等の一時不在代理は記載しない。 3. 代数は、臨時兼任・臨時代理を数えず、兼任・兼務は数える。 |    |              |      |                               |                           |                   |

内閣書記官長・法制局長官
1908年（明治41年）7月14日任命。
| 職名 | 代 | 氏名       | 氏名 | 出身等                   | 特命事項等   | 備考 |
| --- | -- | ---------- | ---- | ------------------------ | ------------ | ---- |
| 内閣書記官長 | 15 | 柴田家門   |      | 貴族院 無所属 （茶話会） | 拓殖局総裁   |      |
| 法制局長官 | 12 | 安広伴一郎 |      | 貴族院 無所属 （茶話会） | 内閣恩給局長 |      |
| 1. 辞令のある留任は個別の代として記載し、辞令のない留任は記載しない。 2. 臨時代理は、大臣空位の場合のみ記載し、海外出張時等の一時不在代理は記載しない。 3. 代数は、臨時兼任・臨時代理を数えず、兼任・兼務は数える。 |    |            |      |                          |              |      |

勢力早見表
※ 内閣発足当初（前内閣の事務引継は除く）。
| 出身   | 国務大臣 | その他                   |
| ------ | -------- | ------------------------ |
| 貴族院 | 4        | 内閣書記官長、法制局長官 |
| 軍部   | 3        | 国務大臣のべ4            |
| 官僚   | 2        |                          |
| その他 | 0        |                          |
| -      | 9        | 国務大臣のべ10           |

## 内閣の動き
前政権の第1次西園寺内閣は、立憲政友会を政権与党として運営されていたが、政党内閣制を嫌う藩閥長老の山縣有朋元老が妨害し、嫌気がさした西園寺首相の主導で内閣総辞職する。当時、西園寺首相は藩閥の主宰者でありながら政友会首班の内閣を容認していた桂太郎前首相を信頼しており、元老会議の手続きを経ずして後継に桂を奏請、1908年7月12日に大命降下、14日に組閣する。
政権運営は、第一次政権と同様、議会対策は政友会の閣外協力で乗り切り、原敬元内相が桂首相との交渉で揺さぶりをかける。一方、長年衆議院第二党に甘んじてきた憲政本党では政党再編の機運が高まり、その他中小政党と合同して、1910年3月13日、立憲国民党（犬養毅党首）が結成されるが、原はこれらの政党との連携は否定的で、藩閥と政友会の二大巨頭という体制は維持される。
1910年5月に大逆事件が発生。前西園寺内閣は赤旗事件での革命分子への対応の不備が引き金となって総辞職しており、山縣元老ら藩閥勢力は面目丸つぶれになる。原は桂の政界引退を要求するようになった。1911年1月26日、築地精養軒にて開かれた午餐会に桂以下政権幹部、西園寺以下政友会関係者が一堂に会した席で、桂は「情意投合」演説を行い、西園寺への政権移譲を表明する。
さらにその後、継続中であった条約改正交渉が完了するのを待ち、8月25日、内閣総辞職。今回も元老会議は開かれず、桂の奏請通りに西園寺総裁に大命降下、30日に第2次西園寺内閣が発足する。

### 主な政策
- 健全財政 - 当時の政府は、日露戦争などのために対外債務を背負っており、安全保障の観点からも、財政の健全化は喫緊の課題であった。1908年8月28日、政府は財政整理方針を決定した。一方の1911年度予算案審議では、内閣は官僚増俸30%を提案、政友会は増俸削減、地租1%減を主張した。同年2月になって、増俸25%、地租0.8%減で妥協が成立した[8]。
- 外交 - 日露戦争後、日本の伸長に警戒心を抱いた米国との友好を維持するため、1908年11月30日に高平・ルート協定を締結。満洲における日本、フィリピンにおける米国の外交権を、それぞれ互いに保証した。また、1911年7月17日には、関税自主権回復（条約改正）が成立した。
- 韓国併合 - 1910年8月29日、大韓帝国を併合した。
- 戊申詔書 - 1908年10月13日渙発。日露戦勝後の風紀の引き締めを図った。
- 大逆事件（幸徳事件） - 1910年5月発覚。幸徳秋水らを検挙し、1911年1月、幸徳らは死刑に処された。
- 南北朝正閏問題 - 大逆事件に付随して政治問題化し、枢密院における議決を経て、南朝が正統となる。
- 鉄道広軌化計画（不成立） - 朝鮮・満洲の規格に合わせて内地の線路も広軌化すべく計画されたが、原敬ら政友会側は鉄道誘致の都合もあり反対して頓挫、結局国内の鉄道は狭軌のままで延伸が優先されることになった。